# Атлантска туна плавоперка
Атлантска туна плавоперка (лат. Thunnus thynnus) врста је туне из породице скушовки. Позната је и као северноплава туна (углавном када се посматра заједно са пацифичком туном плавоперком као две подврсте), џиновска туна [за јединке веће од 150 килограма], а раније и само као туна. 
Атлантске туне плавоперке настањују подручја западног и источног Атлантског океана, као и области Средоземног мора. У Црном мору су изумрла врста. Атлантска туна је блиско сродна са преостале две врте туна из њеног рода - са пацифичном и јужном туном плавоперком. 
Атлантска туна плавоперка може да тежи и до 680 килограма и заједно са црним марлином, плавим марлином и сабљарком представља највеће врсте из породице гргечки. Кроз историју, атлантска туна плавоперка била је веома цењена као храна. Поред њене комерцијалне вредности као храна, велика величина, брзина и моћ коју испољава као велики предатор, привлачили су и дивљење рибара, писаца и научника. 
Атлантска туна је основа једног од најуноснијих комерцијалних рибарстава на свету. Средње велике и велике јединке високко су вредноване на јапанском тржишту сирове рибе, где су све врсте туна из ове група високо цењене за суши и сашими. 
Овај комерцијални значај довео је до озбиљног прекомерног риболова. Међународна комисија за очување атлантске туне потврдила је у октобру 2009. године да су залихе туна плавоперки драматично опале у последњих 40 година, за 72% у источном Атлантику и за 82% у западном Атлантику. Дана 16. октобра 2009. године, Монако је званично предложио да се ова туна уврсти на списак угрожених врста у анексу I Конвенције о међународном промету угрожених врста дивље флоре и фауне што би забранило интернационалну трговину овом рибом. Почетком 2010. године европски званичници, на челу са француским министром екологије, појачали су притисак да се на међународном нивоу забрани комерцијални риболов туне плавоперке. Земље чланице Европске уније, које су колективно одговорне за већину прекомерног лова на туну плавоперку, касније су се суздржале од гласања у предлогу УН-а за заштиту ове врсте од међународне трговине.
Већина ових туна су комерцијално заробљене и држе их професионални рибари у разним мрежама и харпуна. Рекреативно, туне плавоперке су једна од најважнијих врста риба коју спортски риболовци траже још од 1930-их, посебно у Сједињеним Државама, али и у Канади, Шпанији, Француској и Италији. 

## Таксономија
Атлантска туна плавоперка једна је од многих врста риба које је Лине описао у значајном десетом издању свог Systema Naturae 1758. године, када јој је том приликом дао биномијално име Scomber thynnus. 
Ова туна је најближе повезана са пацифичком туном плавоперком ( T. orientalis ) и јужном туном плавоперком ( T. maccoyii ), а даљеи је рођак и са осталим тунама из рода Thunnus - великооком туном ( T. obesus ) и жуторепом туном ( T. albacares ).  Дуго година су се атлантска и пацифичка врста туне плавоперке сматрале истом врстом или подврстама једне врсте и називали су „северна туна плавоперка“. Овај назив повремено изазива забуну, јер се дугорепа туна ( T. tonggol ) понекад у Аустралији може називати „северна туна плавоперка“.   То важи и за Нови Зеланд и Фиџи. 
Туна плавоперка се често назива обичном туном, посебно у Великој Британији, Аустралији и Новом Зеланду. Назив „туна“, изведеница из шпанског atún, широко је прихваћен у Калифорнији почетком 1900-их и од тада је прихваћен за све туне, укључујући и плавоперку, широм енглеског говорног подручја. У неким језицима црвена боја меса ове туне утицала је на њено име, а неки од тих назива су atún rojo (шпански) и tonno rosso (италијански). 

## Опис
Тело атлантске туне плавоперке је ромбоидног облика гледано из профила и робусно. Глава је конусна, а уста прилично велика. Глава садржи епифизу који рибама омогућава навигацију кроз њен ареал од више хиљада километара. Тело је тамноплаве боја са гроње и сиве са доње стране, са златним одсјајем који прекрива тело и јарко жутим бојама каудалних пераја. Туна плавоперка се може разликовати од осталих чланова породице по сразмерно краткој дужини пекторалних пераја. Њихова јетра има јединствену карактеристику по томе што је прекривена крвним жилама. Код осталих туна са кратким пекторалним перајама, такви крвни судови или нису присутни или су присутни у малом броју дуж ивица. 
Потпуно зрели одрасли примерци просечно су дуги 2-2,5 метара и тешки око 225 до 250 килограма.  Највећи забележени примерак атлантске туне плавоперке уловљен у складу са правилима Међународног удружења за спортски риболов ухваћен је у околини Нове Шкотске, подручја познатог по огромним атлантским тунама плавоперкама, и тежио је 679 килограма, а био је дуг 3,7 метара.  Најдуже такмичење између човека и рибе туне догодило се у близини Ливерпула у Новој Шкотској 1934. године, када се шест мушкараца борило чак 62 сата са туном тешком између 164 и 363 килограма.  Смитсонијан институт и америчка Национална служба за морско рибарство прихватили су да ова врста може тежити до 910 килограма, мада недостају даљи докази који би потврдили ову тежину. Атлантска туна плавоперка достиже зрелост релативно брзо. У истраживању које је обухватило узорке дуге до 2,55 метара и тешке око 247 килограма, ниједна од испитаних јединки није била старија од 15 година.  Међутим, веома велики примерци могу бити стари и до 50 година. 
Атлантска туна плавоперка има веома велику мишићну снагу, коју каналише кроз пар тетива до својих каудалних пераја у сврху покретања. За разлику од многих других риба, тело остаје чврсто и непомично, док реп лепрша напред-назад, повећавајући ефикасност кретања.  Такође има веома ефикасан крвоток. Поседује једну од највиших концентрација хемоглобина у крви међу рибама, што јој омогућава ефикасан доток кисеоника у ткива; ово се комбинује са изузетно танком баријером крв-вода како би се осигурао брзи унос кисеоника. 
Да би одржала своје срчане мишиће топлим, који се користе за снагу и непрестано пливање, атлантска туна плавоперка користи размену насупрот струје како би спречила губитак топлоте у околну воду. Топлота у венској крви ефикасно се преноси у хладну, оксигенизовану артеријску крв.  Иако су сви чланови породице туна топлокрвни, способност терморегулације је развијенија код туна плавоперки боље него код било које друге рибе. То им омогућава да потраже храну у богатим, али хладним водама Северног Атлантика. 

## Биологија и екологија
Атлантска туна плаворепка може да зарони до дубине од 1.006 метара.   Могу достићи брзину од 64 километра на час. Атлантска туна плаворепка обично лови ситне рибе као што су сардине, харинге и скуше, као и бескичмењаке попут лигњи и ракова . 
Пантљичара из врсте Pelichnibothrium speciosum познати је паразит ове врсте.  Будући да је дефинитивни домаћин ове пантљичаре плави морски пас, који се углавном не храни туном, атлантска туна плаворепка вероватно је слепи домаћин за P. speciosum . 

### Историја живота
Сматра се да женке туне плавоперке производе до 30 милиона јаја. Атлантска туна правоперка мрести се у два широко одвојена подручја. Једно мрестилиште постоји у западном Средоземљу, посебно на Балеарским острвима. Њихово друго важно место за мрешћење је Мексички залив. Чини се да резултати сателитског праћења у великој мери потврђују веровање многих научника и риболоваца да иако се туна плавоперка која се мрести у сваком од ова два подручја може хранити широм целог Атлантика, јединке излегнуте у једном мрестилишту се увек враћају у исто подручје на мрешћење. 
Атлантске туне плавоперке удружују се у великим концентрацијама приликом мрешћења и у таквим временима су врло рањиве на комерцијални риболов. Ово је нарочито изражено на Медитерану, где се групе које се мресте могу уочити из ваздуха лаким авионима. Сматра се да западна и источна популација сазревају у различитом узрасту. Сматра се да туне плавоперке рођене на истоку сазревају годину или две раније од оних које се рађају на западу. 

## Интеракција са људима

### Древни риболов
Према Лонгу, „на прелазу првог миленијума нове ере настао је софистицирани риболов на туне плавоперке помоћу замки []. . . Овај риболов замкама, назван tonnara на италијанском, madrague на француском, almadraba на шпанском, и armação на португалском, преставља сложени лавиринт мрежа које хватају и заробљавају туну плавоперку током сезоне мрешћења. Активно више од хиљаду година, традиционални / рекреативни риболов замкама на туне плавоперке доживео је колапс на Медитерану а у областима у којима се још увек практикује је угрожен. " 

### Комерцијални риболов
Након Другог светског рата, јапанским риболовцима је било потребно више туне да би јели и извозили за индустрију конзервирања у Европи и САД. Они су проширили свој риболовни домет и усавршили индустријски риболов на дуге линије, пракса која користи хиљаде мамаца на удицама дугачким километрима. Током 1970-их, јапански произвођачи развили су лагане полимере велике чврстоће који су се убацивали у мрежу. Иако су их забранили на отвореном мору почетком деведесетих, седамдесетих година 20. века мреже су током ноћи биле распростиране на више стотина километара. Технологија замрзавања на самом мору тада им је омогућила да донесу смрзнуту туну спремну за суши из најудаљенијих океана на тржиште након само годину дана. 
Почетна мета била је жуторепа туна. Јапанци нису ценили туну плавоперка пре 1960-их. Крајем шездесетих година 20. века спортски риболов џиноцске туне плавоперке био је у јеку у Новој Шкотској, Новој Енглеској и на Лонг Ајленду. Северноамериканци су такође имали мали апетит према тунама плавоперкама, обично их одбацујући након фотографисања. Пораст спортског риболова на туну плавоперку подударао се с јапанским извозним процватом. Током 60-их и 70-их, теретни авиони су се враћали у Јапан празни. „Јапански предузетник је схватио да може купити јефтину туну плавоперку из Нове Енглеске и Канаде, и почео је да пуни јапанске залихе овом туњевином. Изложеност говеђем месу и другом масном месу током америчке окупације након Другог светског рата припремио је јапанско непце за масно месо туне плавоперке ( otoro ). Атлантска туна плавоперка била је највећа и најдража од свих туна. Захвалност се поновила широм Тихог океана када су Американци почели да једу сирову рибу у касним 1970-има.” 
Пре шездесетих година 20. века, лов на атлантску туну плавоперку био је релативно малог обима, а популације су и даље биле стабилне. Иако су неке локалне залихе, попут оних у Северном мору, биле смањене неограниченим комерцијалним риболовом, друге популације нису биле изложене ризику. Међутим, током 1960-их, хватање рибе за конзервирану туњевину за тржиште Сједињених Држава у приобалним водама драстично је смањило број јувенилних и младих јединки западне атлантске плавоперке. Медитерански риболов у прошлости је био лоше регулиран и улов није био пријављиван, плус су се се француски, шпански и италијански риболовци такмиили са северноафричким државама око рибе и на тај начин смањиле њене популације. Миграционе навике ове рибе компликују задатак регулисања риболова, јер оне проводе време у националним водама више земаља, као и на отвореном океану изван било које националне надлежности. 

### Аквакултура
У Европи и Аустралији, научници су користили технологију манипулације светлошћу и имплантате хормона како би створили услове за прво мрешћење великих размера атлантских и јужних туна плавоперки.  Технологија укључује имплантацију гонадотропин-ослобађајућег хормона у рибу да би се стимулисала производња плодних јаја и може подстаћи рибу да достигне сексуалну зрелост у млађим узрастима. 
Међутим, будући да тунама плавоперкама треба много више хране по јединици масе - до 10 пута више од лососа - ако би се туне плавоперке узгајале у истом обиму као и што се лосос узгаја током 21. века, популације многих њихових врста плена би се драстично смањиле уколико би се туна плавоперка у заточеништву хранила онолико колико једе и у дивљини. Од 2010. године, 30 милиона тона ситне крмне рибе уклањано је из океана годишње, а већина ове рибе се користила како би се храниле туне у заточеништву. 
Уласком на тржиште многих северноафричких медитеранских земаља, попут Туниса и Либије, током деведесетих година 20. века, заједно са све већом распрострањеном праксом узгоја туне у Средоземљу и другим областима, попут јужне Аустралије (за јужну туну плавоперку), снизиле су цене ове рибе. Као резултат тога данас један рибар мора уловити до двоструко више рибе него раније како би задржао исти ниво прихода.

### Претње
Глобална потражња за рибом представља претњу атлантској туни плавоперки. Прекомерни риболов се наставља и поред континуираних упозорења о тренутном наглом паду броја. Аквакултура туне плавоперке, која је настала као одговор на опадање броја дивљих популација, тек треба да достигне одрживост, делом и зато што се претежно ослања на хватање и узгој младих јединки, а не на узгој у заточеништву. 
Упркос одређеној забринутости након изливања нафте 2010. године у Дипвотер Хоризону, процене наводе да губитак броја јединки није велики и превише значајан и да се креће 0,4 до 4,0% јувенилних јединки, што је у границама нормалних годишњих разлика. 

### Очување

#### Организације за управљање рибарством
Током 2007. године, истраживачи Међународне комисије за очување атлантске туне (ICCAT) - регулатори риболова на атлантску туну плавоперку - препоручили су глобалну квоту од 15.000 тона за одржавање постојећих залиха или 10.000 тона како би се омогућио опоравак риболова. ICCAT је потом одабрао квоту од 36.000 тона, али анкете су показале да се до 60.000 тона заправо годишње хвата (трећина укупних преосталих залиха), а граница је смањена на 22.500 тона. Њихови научници сада кажу да је 7.500 тона одржива граница. У новембру 2009. ICCAT је одредио квоту за 2010. годину на 13.500 тона и рекао да ће, уколико залихе не буду обновљене до 2022. године, размотрити затварање неких подручја.
Дана 18. марта 2010. године, Уједињене нације су одбациле амерички напор да наметну потпуну забрану риболова и трговања атлантском туном плавоперком.  Конвенција о међународној трговини угроженим врстама (CITES) гласала је 68 за и 20 против, са 30 европских суздржаних земаља. Водећи противник, Јапан, тврдио је да је ICCAT заправо главно регулаторно тело.
Године 2011. америчка Национална управа за океане и атмосферу (NOAA) одлучила је да атлантску туну плавоперку не наведе као угрожену врсту. Званичници NOAA-е рекли су да ће строжа међународна правила риболова из новембра 2010. године бити довољна за опоравак атлантске туне. NOAA је пристала да преиспита статус угрожености врсте током 2013. године.  Врста је стављена на списак врста за које постоји забринутост Националног морског мрестилишта, и то као једна од оних врста о којој америчка влада показује забринутости у вези са статусом и претњама, али о којима нема довољно информација које би указивале на потребу за пописом врста према америчком Закону о угроженим врстама. 
У новембру 2012. године, 48 земаља које су се у Мароку састале пред Међународном комисијом за очување атлантске туне гласале су за задржавање строгих ограничења риболова, рекавши да је популација врста и даље крхка. Квота ће се незнатно повећати, са 12.900 метричких тона годишње на 13.500. 

#### Остале организације
Greenpeace International је 2010. године на своју црвену листу морске хране додао северну туну плавоперку. 
Током лета 2011. године Sea Shepherd Conservation Society водило је кампању против наводно илегалног лова туне у близини обале Либије, која је у то време била под режимом Муамера ел Гадафија. Рибари су се одупрли овој кампањи бацајући разне мале металне комаде на људе који су протестовали. Није повређен током сукоба. 
У новембру 2011. године, критичар хране Ерик Асимов из Њујорк тајмса критиковао је елитни њујоршки ресторан Sushi Yasuda због тога што је на свој јеловник понудио ову туну, тврдећи да коришћење овако угрожене врсте представља неоправдани ризик за очување популација ове рибе.. 
Ова врста наведена је у водичу Monterey Bay Aquarium као риба коју треба избегавати због прекомерног риболова. 

### Кухиња
Атлантска туна плавоперка је једна од најцењенијих риба која се користи у јапанским јелима од сирове рибе. Око 80% уловљене атлантске и пацифичке туне плавоперке потроши се у Јапану.  Сашими од ове туне је посебан деликатес у Јапану. На пример, атлантска туна плавоперка ухваћена у источним Сједињеним Државама продата је за 247.000 долара на рибарској пијаци Цукији у Токију 2008. године.  Ова висока цена знатно је мања од највиших цена које се траже за пацифичку туну плавоперку. Цене су биле највише у касним 1970-има и 1980-има. 
Јапанци су почели да једу суши од туњевине 1840-их, када је велики улов ушао у Едо [стари Токио] током једне сезоне. Кувар је маринирао неколико комада у соја сосу и послужио га као nigiri sushi . У то време су ове рибе носиле надимак shibi - "четири дана" - зато што су их кувари чували усољене четири дана како би ублажили њихов крвави укус. 